# Medeama SC
Medeama SC is een Ghanese voetbalclub, gevestigd in Tarkwa in de regio Western, die uitkomt in de Ghanese Premier League.
De club werd op 18 april 2002 opgericht als Kessben Football Club en was gevestigd in Kumasi, waarbij de thuiswedstrijden laatstelijk in het Abrankesestadion in Abrankese (regio Ashanti) werden gespeeld. In januari 2011 vond de naamswisseling plaats nadat de club van eigenaar veranderde en naar een nieuwe stad verhuisde.
Aduana Stars · 
Asante Kotoko · 
Ashanti Gold · 
Bechem United · 
Berekum Chelsea · 
Bolga All Stars · 
Dreams FC · 
Ebusua Dwarfs · 
Elmina Sharks · 
Great Olympics · 
Hearts of Oak · 
Inter Allies · 
Liberty Professionals · 
Medeama · 
WA All Stars · 
WAFA SC